# Pseudorhaphitoma stipendiarii
Pseudorhaphitoma stipendiarii é uma espécie de gastrópode do gênero Pseudorhaphitoma, pertencente a família Mangeliidae.